# Yugambal jezik
Yugambal jezik (ISO 639-3: yub; yugumbal, yugabeh, yugambeh, jugumbir, jukamba, manaldjali, minjanbal, ngarrubul, ngarrbal), izumrli jezik porodice Pama-Nyungan koji se govorio u australskoj državi Queensland u bazenima rijeka Logan i Albert i od Jimboomba do MacPherson Range. Ruhlen (1987) kaže da je jezik izumro.

## Vanjske poveznice
- Ethnologue (14th)
- Ethnologue (15th)